# 오스크로바프라인순무꼬리도마뱀붙이
오스크로바프라인순무꼬리도마뱀붙이(Thecadactylus oskrobapreinorum)는 도마뱀붙이류의 일종이다. 2011년에 소앤틸리스 제도의 신트마르턴에서 최초로 기재되었으며. 이 이전에는 순무꼬리도마뱀붙이가 소앤틸리스 제도의, 세계의 유일한 순무꼬리도마뱀붙이류인 줄 알았다. 몸에 굵직한 점무늬가 나있어서 순무꼬리와는 즉시 구별할 수 있다. 종명은 이 도마뱀붙이류를 최초로 연구한 독일의 두 파충류학자 마치에이 오스크로바(Maciej Oskroba), 슈테판 프라인(Stephan Prein)을 기린 것이다.

## 형태

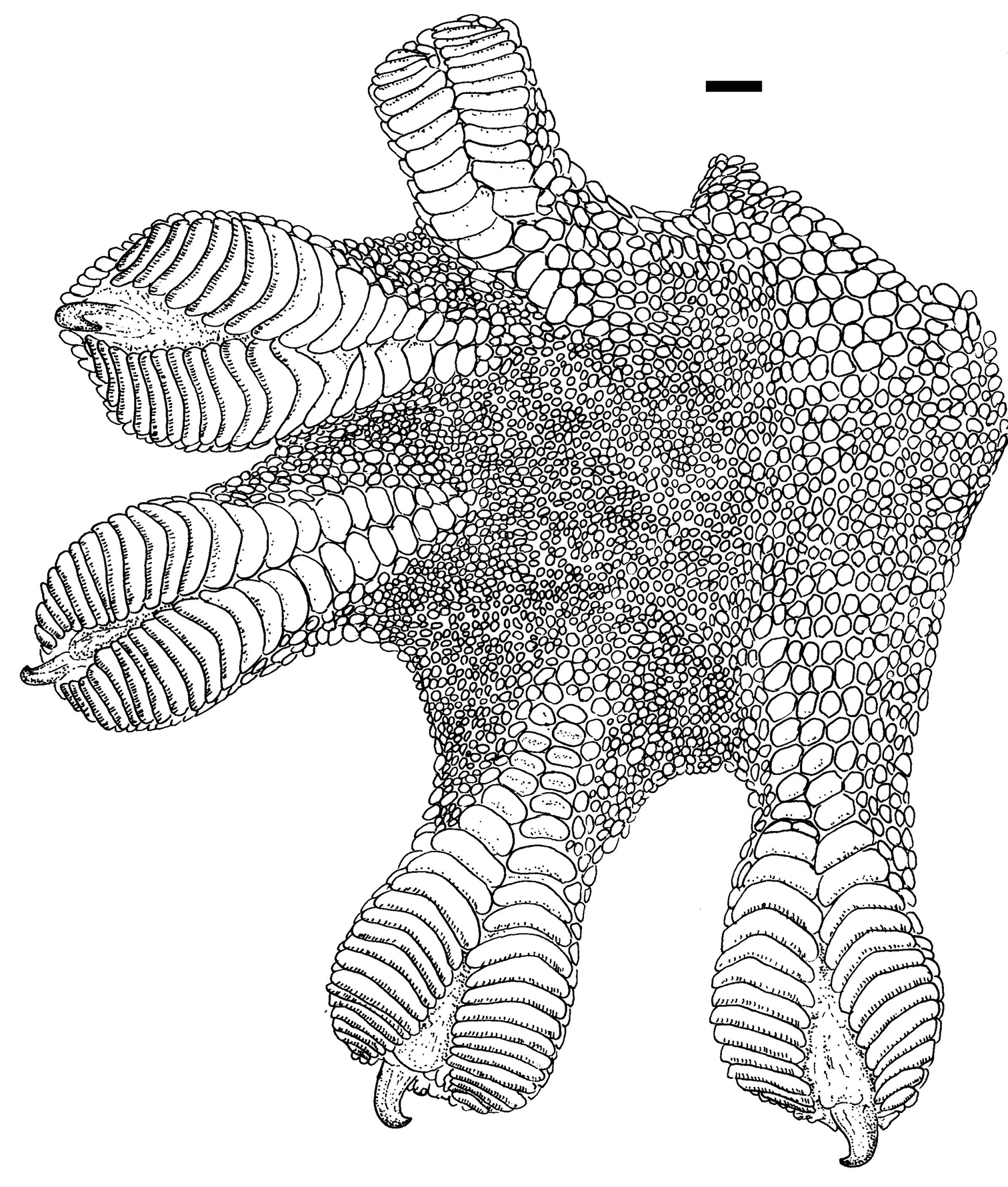
Right hind foot of holotype

오스크로바프라인은 주둥이에서 꼬리까지 10 cm (4 in) 에 달한다. 같은 속의 다른 종들과는 등의 창백한 회색빛 노란색이나 회색빛 올리브색 바탕 위에 불규칙하지만 가장자리가 선명한 수많은 검은 무늬로 구별할 수 있다. 발가락 밑에는 빨판이 있다.

## 분포와 서식지
오스크로바프라인은 카리브해의 세인트마틴섬에서만 서식한다고 알려져있다. 모식표본은 네덜란드 왕국의 일부인 신트마르턴에서 채집했지만, 프랑스의 영토인 생마르탱에도 서식한다. 이 녀석들은 숲과 근처의 나무줄기 밑부분에서 발견되며 야행성이다.